# (8966) Hortulana
(8966) Hortulana (3287 T-1) – planetoida z pasa głównego asteroid okrążająca Słońce w ciągu 5,34 lat w średniej odległości 3,05 au. Odkryta 26 marca 1971 roku.